# Robert Lips
Robert Lips (* 21. August 1912 in Zürich; † 28. Februar 1975 ebenda) war der Erfinder und Zeichner der bekannten Schweizer Comicfigur Globi.

## Leben und Werk
Lips war in erster Linie Comiczeichner, jedoch auch Maler.
1931 gewann er als Architekturstudent einen Plakatwettbewerb der Kaufhauskette Globus. Die für das 25-jährige Jubiläum der Firma von Ignatius Karl Schiele und Lips entwickelte Figur des Festonkels Globi trat so erstmals in Erscheinung und erfuhr grosse Beliebtheit, sodass das Format 1934 im Globus Magazin und  später in den bekannten Globi-Bildergeschichten fortgeführt wurde.

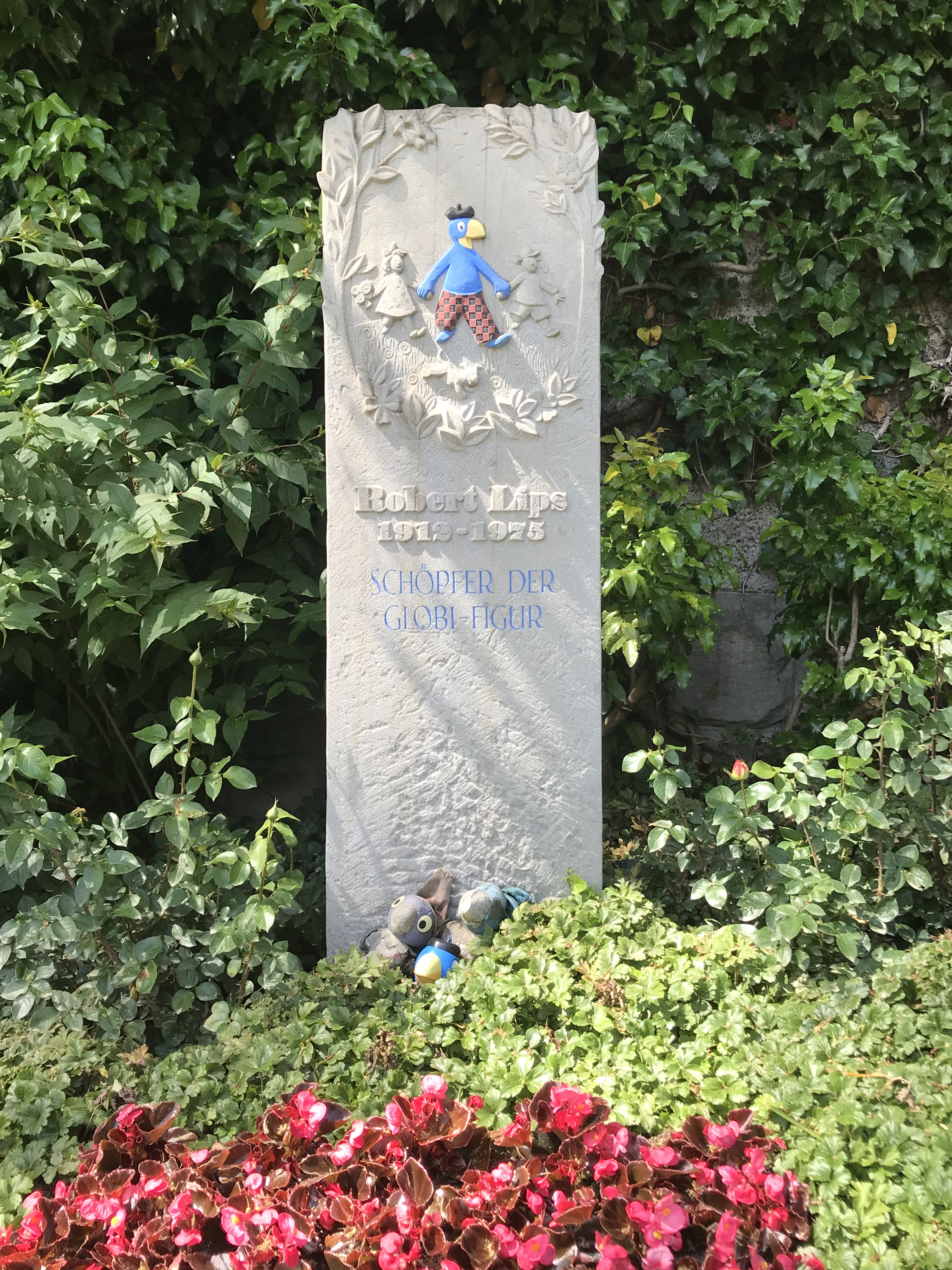
Grab von Robert Lips, Friedhof Enzenbühl, Zürich

1966 stellte Lips seine Tätigkeit als Zeichner ein. Bis Anfang der 1970er Jahre wurde auf unveröffentlichtes Material von ihm zurückgegriffen, um weiterhin jedes Jahr ein Globibuch erscheinen lassen zu können. 1975 starb Robert Lips im Alter von 63 Jahren und wurde auf dem Friedhof Enzenbühl (FG 81043) in Zürich beigesetzt.

## Gedenkausstellung
Anlässlich seines zwanzigsten Todesjahres fand im September 1995 im Hotel des Balances (Luzern) eine Gedenkausstellung statt. Im Mittelpunkt dieser Ausstellung stand das bis dahin der Öffentlichkeit verborgene oder als verschollen gegoltene malerische Werk, u. a. ein Selbstporträt, das er im Alter von sechzehn Jahren anfertigt hatte.